# Троједна краљевина
Троједна краљевина или Троједница била је назив за политички и државноправни концепт обједињавања три историјске краљевине: Далмације, Хрватске и Славоније у јединствену каљевину. Замисао о политичком уједињењу поменутих земаља и њихових управних институција развијала се постепено, а замах је добила након хабзбуршког запоседања Млетачке Далмације (1797), чиме је покретуно питање о статусу новостворене Аустријске Далмације и њеном могућем обједињавању са Хрватском и Славонијом. Иако се 1848. године чинило да ће то питање бити решено уз ослонац на бечки двор, то се није догодило, а управно обједињавање поменутих области је и фактички онемогућено потоњом аустро-угарском нагодбом (1867), услед чега је то комплексно питање остало нерешено све до 1918. године.
У међувремену, замисао о стварању Троједне краљевине постала је окосница хрватског националног покрета, који је тежио ка политичком уједињењу хрватског народа у Аустријској царевини и потоњој Аустроугарској монархији. Концепт Троједне краљевине заговарали су разни чиниоци у хрватском друштву, почевши од представника хрватског народног препорода из прве половине 19. века, до челника правашког покрета, који су заступали тезе о хрватском државном праву. Међу политичким чиниоцима постојале су различите концепције о начину обједињавања, државном статусу Троједне краљевине и њеном односу према другим деловима монархије.
Након аустро-угарске нагодбе (1867), Далмација је остала у аустријском, а Хрватска и Славонија у угарском делу двојне монархије. Пошто су се за прикључење Далмације залагали и угарски политички чиниоци, тежећи ка увећању свог дела монархије, приликом склапања хрватско-угарске нагодбе (1868) озваничен је назив Троједна Краљевина Хрватска, Славонија и Далмација, али то није довело до стварног уједињења Далмације са Хрватском и Славонијом. Све до распада Аустроугарске (1918), хрватски политички чиниоци су наставили да се залажу за фактичко стварање Троједне краљевине, али та замисао није спроведена у дело.
Питање о развојачењу Војне крајине и њеном обједињавању са Хрватском, Славонијом и Далмацијом било је саставни део политичких концепција о стварању Троједне краљевине. Упоредо са политичким првацима, за стварање Троједнице залагала се и хрватска интелигенција, а нарочито историчари и правници, који су имали кључну улогу у тумачењу историјских и правних извора, чиме се настојао прибавити додатни легитимитет за стварање Троједне краљевине.

## Историја
Идеја уједињења три краљевине је почела стицати популарност у 14. вијеку и првобитно се користила у титули Бана Хрватске, Славоније и Далмације у средњовјековној хрватској краљевини. Термина Троједна краљевина су први употребили Хабзбурзи, да би назив Хрватске, Славоније и Далмације био дужи, што се може видјети из титуле додјељење Франу Крсти Франкопану, али и другим примјерима од 1527. године. Званичан назив Хрватског сабора од 1681. године јесте Congregatio Croatiae, Dalmatiae et Slavoniae. Касније у 18. вијеку, Марија Терезија је основала Краљевско вијеће у краљевинама Хрватској, Славонији и Далмацији. Међутим, тек почетком 19. вијека, паралелно са захтјевима за уједињење три краљевине и стварањем модерне нације, употреба термина Троједна краљевина постао је чешћи.
Прије 1848. године, Хрвати су потраживали територије које су им оспоравали и Угари и Дворски ратни савјет у оквиру Аустријског царства, али и Османско царство. Током револуција 1848. године, хрватски националисти у Сабору су предложили уједињење Троједне краљевине, која би била аутономна хрватску културна и политичка унија унутар Хабзбуршке монархије. Политички представници Хрватске су заговарали идеју код цара и тражили уједињене три краљевине. Током револуција, Далмација је била под привременом контролом хрватског бана Јосипа Јелачића. Међутим, италијанска елита која је доминирала у Далматинском сабору, апеловала је на аутономију Краљевине Далмације као аустријске крунске земље — противно захтјевима хрватског националног препорода за Троједном краљевином.
Након аустро-угарске нагодбе 1867. и хрватско-угарске нагодбе 1868, угарска потраживања према Славонији и аустријска потраживања према Војној крајини формално су престала. Хрватска и Славонија су уједињене у аутономну Краљевину Хрватску и Славонију. Међутим, уједињење са Далмацијом је одбијено, јер се Хрватска и Славонија налазила у саставу Земаља круне Светог Стефана (угарски дио), а Далмација је остала крунска земља Цислетаније (аустријски дио Двојне монархије). Званични назив Хрватске и Славоније је међутим био „Троједна Краљевина Хрватске, Славоније и Далмације”, чиме су истицали своја потраживања на Далмацију.
Чланови хрватско-угарске нагодбе постали су спорни, јер хрватска верзија дефинише територију Земаља круне Светог Стефана на сљедећи начин „Краљевина Угарска сједињена с Ердељем и краљевине Далмација, Хрватска и Славонија сачињавају једну те исту државну заједницу”. Угарска верзија нагодбе, користи назив Хрватска, Славонија и Далмација без ријечи „краљевине”, а и редослијед назива је промијењен. У документима које је издала Аустрија одређен је редослијед „Далмација, Хрватска и Славонија”, према инструкцијама Фридриха Фердинанда фон Бајста како би се Далмација разликовала од Хрватске и Славоније и истакла припадност аустријском дијелу монархије.
Током хрватског народног препорода и друге половине 19. вијека, хрватска интелигенција, нарочито правници и историчари, у борби за уједињену Троједну краљевину били су укључени у тумачење историјских извора којима се жељело легитимисати и политички аргументовати пуно значење назива Троједна краљевина. На крају 19. вијека, признање Троједне краљевине био је основни циљ Независне народне странке, као и далматинске Народне странке.